# Лора Робсон
Лора Робсон (енгл. Laura Robson; р. 21. јануара 1994) је професионална британска тенисерка. У јуниорској конкуренцији је освојила Вимблдон 2008. и стигла до финала Отвореног првенства Аустралије 2009. и 2010. Такође је освојила сребрну медаљу у такмичењу мјешовитих парова на Олимпијским играма 2012. Њен најбољи пласман на ВТА листи је 91. мјесто, до кога је дошла 16. јула 2012.

## Финала великих турнира

### Олимпијске игре

#### Мјешовити парови: 1 (0–1)
| Медаља | Година | Подлога | Партнер   | Противници у финалу           | Резултат у финалу |
| ------ | ------ | ------- | --------- | ----------------------------- | ----------------- |
| Сребро | 2012.  | Трава   | Енди Мари | Викторија Азаренка Макс Мирни | 6–2, 3–6, [8–10]  |